# Henri Rouart
Stanislas-Henri Rouart, född 2 oktober 1833 i Paris, död 2 januari 1912 i Paris, var en fransk industrimagnat, konstnär och konstsamlare. Han målade i impressionistisk stil och var nära vän med Edgar Degas.

## Galleri

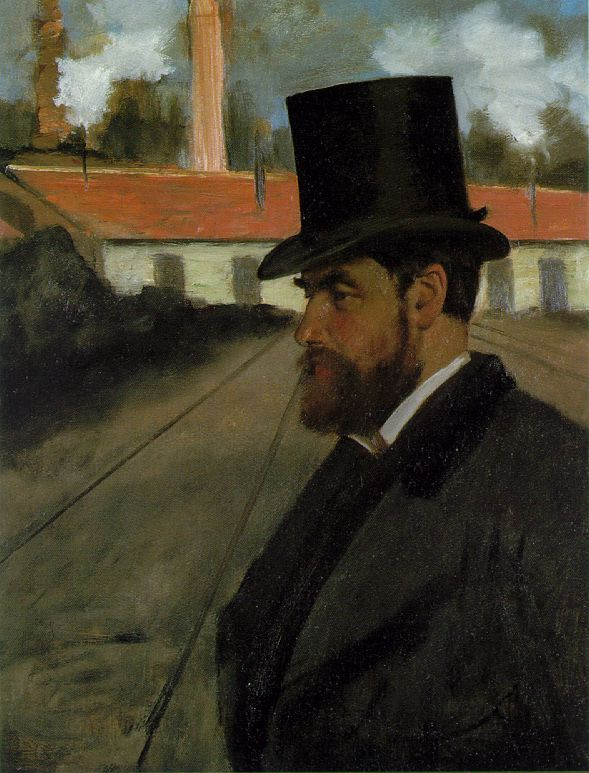
Porträtt av Henri Rouart av Edgar Degas.
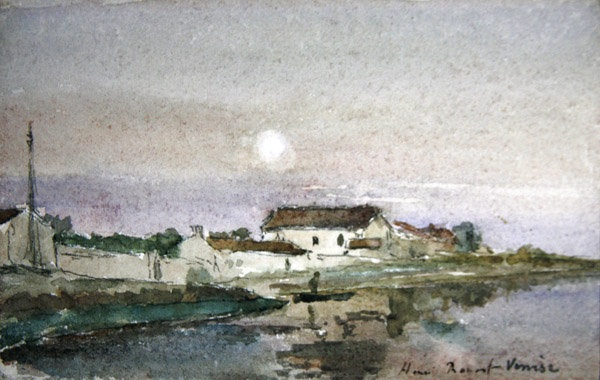
Rouarts Venise (1876).
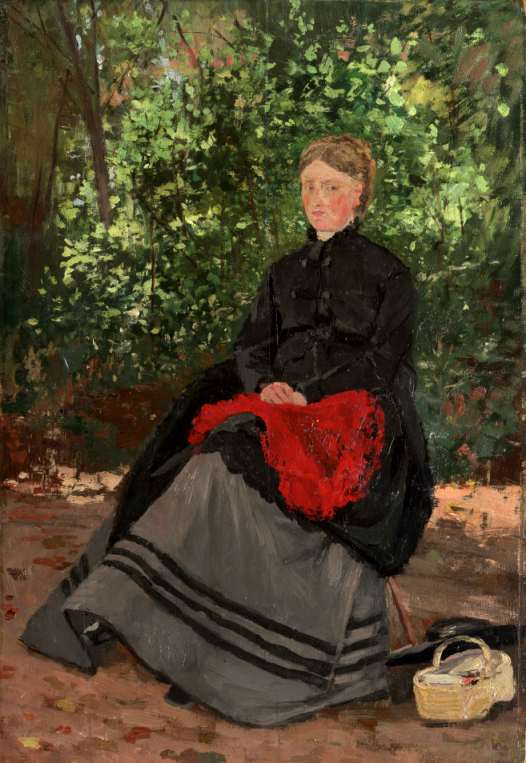
Rouarts Femme au Jardin (1875).
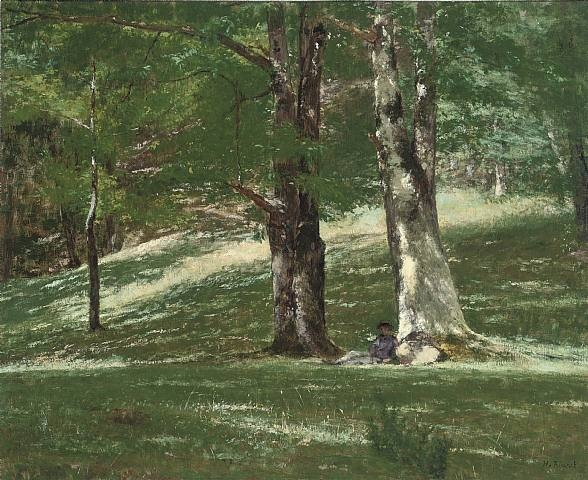
Rouarts Dans la forêt de Fontainebleau. Privat ägo.
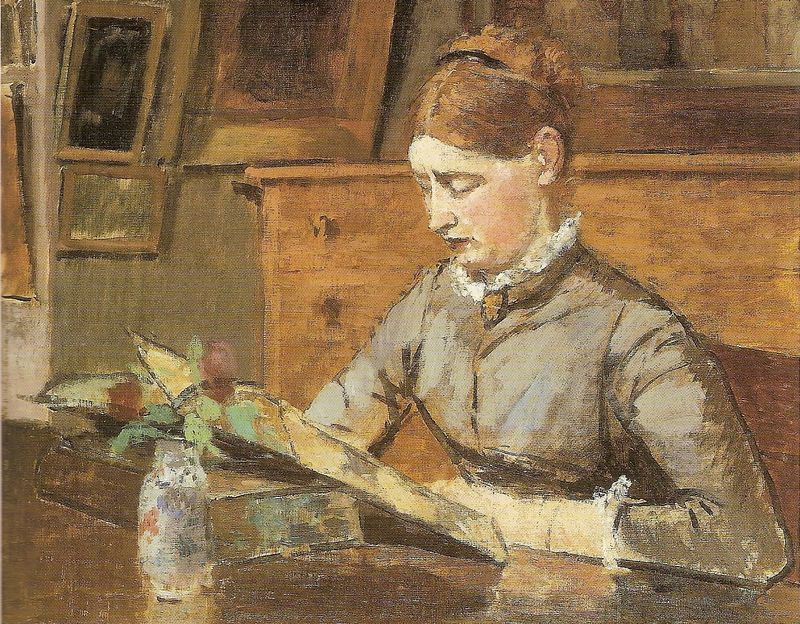
Rouarts Hélène lisant rue de Lisbonne. Privat ägo.
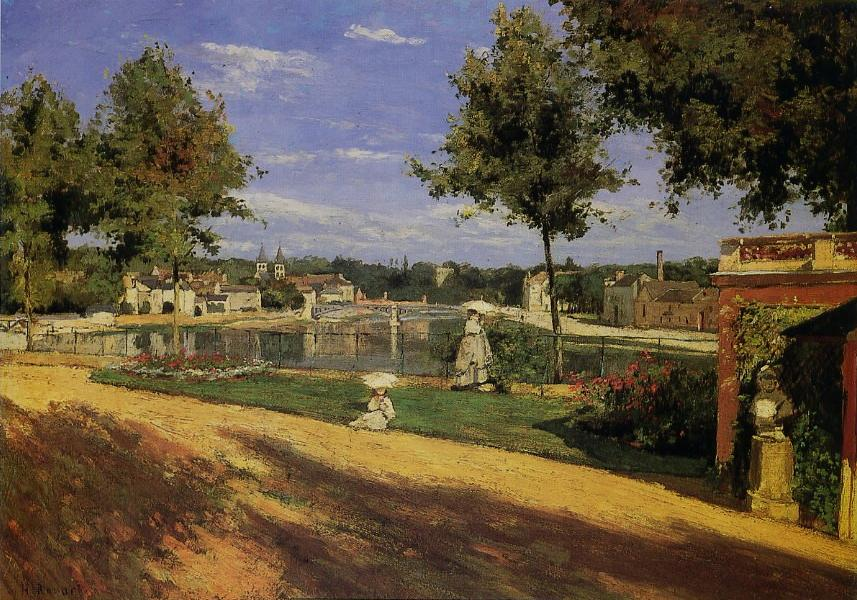
Rouarts La terrasse au bord de la Seine à Melun (1880). Musée d'Orsay.
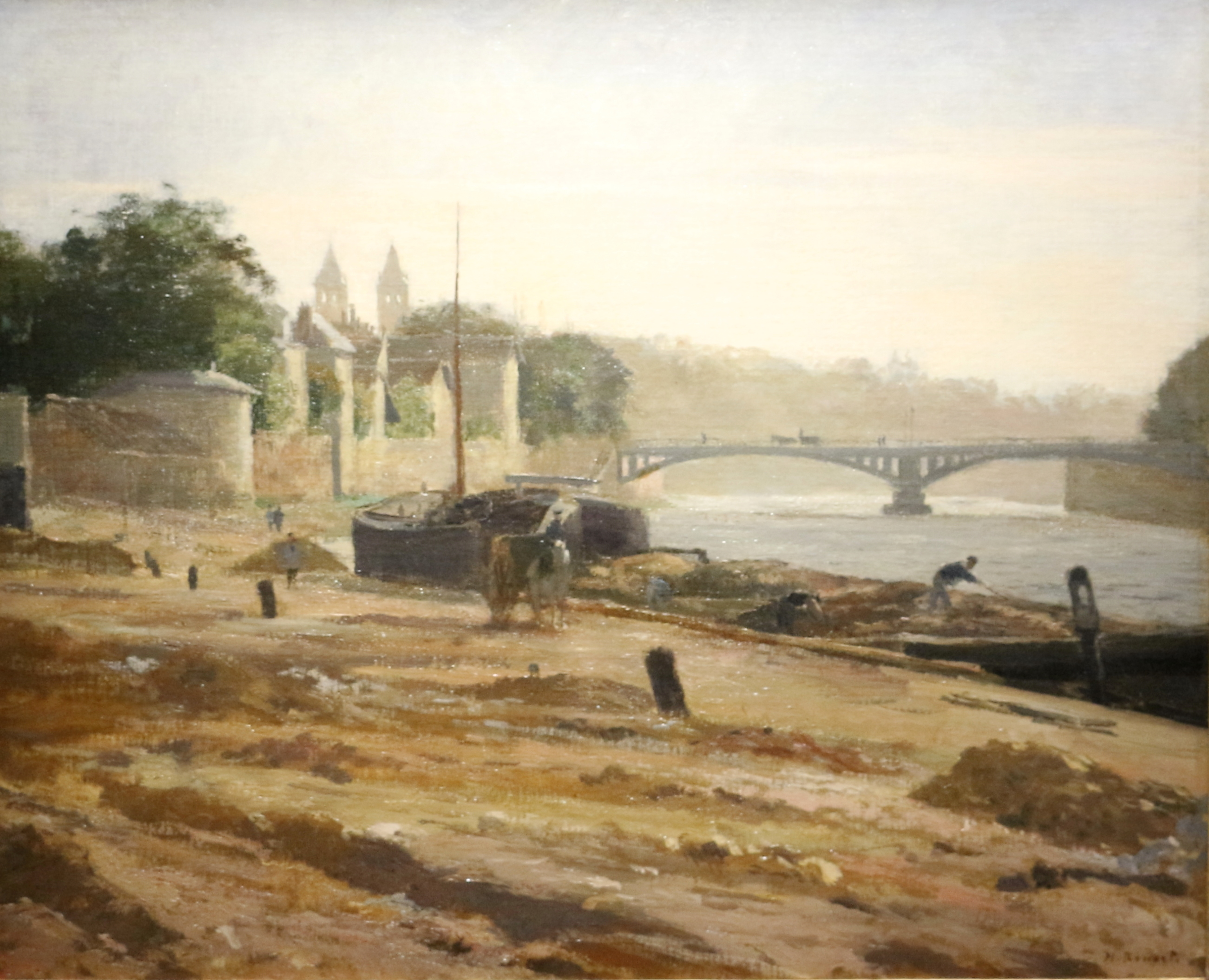
Rouarts Le pont de Melun (1880). Privat samling.